# Chung Serang
Chung Serang (* 1984 in Seoul) ist eine südkoreanische Science-Fiction- und Fantasy-Autorin. Sie begann ihre Karriere 2010 mit der Veröffentlichung der Kurzgeschichte Dream, Dream, Dream (림, 드림, 드림) in dem Science-Fiction-Magazin Fantastic. 2017 wurde Chung mit dem Literaturpreis der Hankook Ilbo für ihr Werk Fifty People ausgezeichnet. Im Alter von 26 Jahren war sie die jüngste südkoreanische Autorin, deren Werke ins Japanische übersetzt wurden. Ihr Roman Bogeongyosa An Eun-young (보건교사 안은영) wurde von Netflix als The School Nurse Files in einer sechsteiligen Serie adaptiert, für die Chung das Drehbuch schrieb.

## Werke
Romane
- 2011: Dutniga Bogo Sipeo (덧니가 보고 싶어)
- 2012: Jigu-eseo Hanappun (지구에서 한아뿐)
- 2014: Imankeum Gakkai (이만큼 가까이)
- 2014: Jaein, Jaeuk, Jaehun (재인, 재욱, 재훈)
- 2015: Bogeongyosa An Eun-young (보건교사 안은영)
- 2016: Fifty People (피프티 피플)

Kurzgeschichtensammlung
- 2018: Oksangeseo Mannayo (옥상에서 만나요)